# Hook (Hart)
Hook – wieś w Anglii, w hrabstwie Hampshire, w dystrykcie Hart. Leży 38 km na północny wschód od miasta Winchester i 64 km na południowy zachód od Londynu. W 2001 miejscowość liczyła 7321 mieszkańców.